# Anéantir
 (janvier 2022).
Si vous disposez d'ouvrages ou d'articles de référence ou si vous connaissez des sites web de qualité traitant du thème abordé ici, merci de compléter l'article en donnant les références utiles à sa vérifiabilité et en les liant à la section « Notes et références ».
Anéantir est le huitième roman écrit par Michel Houellebecq, paru le 7 janvier 2022 aux éditions Flammarion.
Tiré à 300 000 exemplaires, le livre de 730 pages est relié avec une couverture cartonnée. C’est l’auteur qui a choisi une présentation de luxe. Plus de 75 000 exemplaires de l'œuvre sont vendus au cours du premier week-end suivant sa parution, ce qui en fait d'emblée un succès commercial.

## Histoire

### Résumé
L'intrigue débute au mois de novembre 2026, quelques mois avant le début de l'élection présidentielle de 2027. Le personnage principal, Paul Raison, fonctionnaire auprès du Ministère de l'Économie, des Finances et du Budget, âgé d'une quarantaine d'années, travaille au cabinet du ministre Bruno Juge, avec lequel il entretient également des liens d'amitié. Le climat politique est marqué par des attentats terroristes, qui épargnent dans un premier temps les vies humaines. Ceux-ci sont extrêmement sophistiqués et font appel à des moyens militaires importants, sans que cela soit aisément possible d'évaluer les motivations profondes des auteurs.
Le père de Paul, Edouard Raison, est un ancien membre des services secrets.
Paul entretient des liens distants avec sa femme Prudence, fonctionnaire dans le même ministère, à la direction du Trésor. Paul a une sœur catholique pratiquante, Cécile, qui est mariée à un notaire au chômage, Hervé. Le couple habite à Arras et vote ouvertement pour le Rassemblement national. Enfin, Paul a un petit frère, Aurélien, qui travaille comme restaurateur d’œuvres d'art au ministère de la Culture et est marié à une femme détestable nommée Indy.

### Personnages
- Bastien Doutremont : un informaticien quadragénaire travaillant à la DGSI
- Fred : un informaticien quadragénaire travaillant à la DGSI
- Bruno Juge : le Ministre de l'Économie et des Finances, et du Budget
- Paul Raison : un fonctionnaire du Ministère de l'Économie et des Finances, et du Budget
- Prudence : une fonctionnaire de la direction du Trésor, la compagne de Paul Raison
- Édouard Raison : le père de Paul Raison
- Madeleine : la compagne d'Édouard Raison
- Suzanne Raison : la mère de Paul Raison, restauratrice d'art
- Cécile Raison : la sœur de Paul Raison (et fille d'Édouard et Suzanne Raison)
- Hervé : époux de Cécile Raison, et notaire au chômage
- Anne-Lise : fille de Cécile Raison et de son époux Hervé
- Aurélien Raison : le frère de Paul Raison (et fils d'Édouard et Suzanne Raison), restaurateur d'art
- Véronique : ancienne compagne de Paul Raison
- Maryse : aide-soignante béninoise[3]
- Indy : compagne d'Aurélien, et journaliste

## Remarques sur l'intrigue, les personnages et les lieux
Le personnage de Bruno Juge, Ministre de l'Économie et des Finances, et du Budget, fait probablement référence à Bruno Le Maire (Ministre de l'Économie, des Finances et de la Relance au moment de la parution du roman). Bruno Le Maire, qui revendique être l'un des proches de Michel Houellebecq, a en octobre 2021 révélé quelques éléments de l'intrigue du roman encore à paraître.
L'auteur a commis une erreur sur l'âge du père de Paul : « Son père avait soixante-dix-sept ans... » (p. 64) ; or plus tard on apprend qu'il est né en 1952 (p. 109). À ce moment du récit, l'intrigue a lieu fin décembre 2026, le père de Paul ne peut donc pas avoir plus de 74 ans.
Une grande partie de l'intrigue se déroule dans le quartier de Bercy à Paris, où réside le héros, Paul, et comporte parfois quelques erreurs mineures de topographie, comme l'emplacement de la rue Lheureux que l'auteur situe à tort sur le parc de Bercy. Le Beaujolais est l'autre lieu du récit, où se situe la maison de la famille Raison, ainsi que la résidence où Édouard est hospitalisé.
Plus que d'autres chez Houellebecq, ce roman laisse entrevoir un travail de l'onomastique, volontairement limpide : les patronymes « Juge » et « Raison », ainsi que le prénom « Prudence », valent manifestement comme des aptonymes. Les personnages qui les portent se présentent en effet, dans une certaine mesure en tout cas, comme des archétypes des valeurs (ou de la qualité de la profession) dont ils portent le nom.

## Polémique
Moins de trois semaines avant sa sortie, les premières pages du roman sont illégalement diffusées sur les réseaux sociaux, et le 21 décembre 2021, une version numérique intégrale circule, probablement réalisée à partir d'une numérisation du livre, alors même qu'aucune version numérique n'en a été diffusée, et que seules des versions imprimées ont été envoyées à 600 journalistes littéraires, avec une demande formelle de l’éditeur de ne rien révéler de l'intrigue du roman avant le 30 décembre 2021.

## Accueil critique
- Dans L'Humanité de Marie-José Sirach : « Anéantir démarre à la manière d'un thriller comme on en écrivait dans les années 1980 mais s'embourbe dans un pseudo-mélo petit-bourgeois »[7].
- Dans L'Obs d'Élisabeth Philippe : « Débarrassée de sa couche de soufre, la machine houellebecquienne se trouve mise à nu, ses faiblesses exposées : architecture bancale, ressassement stérile, abus de dialogues fastidieux »[8].
- Sur Europe 1, de Dimitri Pavlenko : « On pourrait penser qu'il s'agit d'un Houellebecq sinistre et pessimiste. Mais non. Beaucoup de personnages sont en quête de bonté et le message du livre pourrait être : L'amour sauve. »[1].
- Sur Marianne d'Étienne Campion : « Un roman profond sur la maladie, la souffrance, l’'agonie, et la mort, qui étonnera, voire agacera, beaucoup d'observateurs. »[9].
- Sur Mediapart de Joseph Confavreux et Lise Wajeman : « Une écriture en fin de vie, un écrivain qui radote, des propos odieux en mode crème, mais une critique enthousiaste, comme si Houellebecq était à notre temps réactionnaire une fierté française comparable à ce que le nucléaire a été pour les Trente Glorieuses[10].

## Publications
- Michel Houellebecq, Anéantir, Paris, Flammarion, 2022, 733 p. (ISBN 978-2-0802-7153-2).
- Michel Houellebecq, Anéantir, Paris, J'ai lu (no 14002), 2024, 826 p. (ISBN 978-2-290-40433-1).